# Observatório Nacional do TÜBİTAK
Vista do observatório.
O Observatório Nacional do TÜBİTAK (em turco: TÜBİTAK Ulusal Gozlemevi, abreviado: TUG) é um observatório astronômico terrestre operado pelo Instituto TUG do Conselho de Pesquisa Científica e Tecnológica da Turquia (TUBITAK). Fundado em 1991, o observatório está localizado a uma altitude de 2 450 m (8 000 pé) em Bakırtepe, a cerca de 50 quilômetros (31 mi) do oeste do sudoeste de Antália, no sul da Turquia.

## Descobertas
Cientistas liderados por um astrônomo turco da Universidade de Ancara descobriram um exoplaneta orbitando na estrela gigante HD 208897, que está localizado a uma distância de cerca de 210 anos-luz da Terra. O exoplaneta tem uma massa mínima de 1,4 massas de Júpiter e roda sua estrela-mãe de cerca de 1,05 Unidade Astronômica (156 milhões de quilômetros ou 97 milhões de milhas) em cada 353 dias numa órbita quase circular. A descoberta é o resultado de um trabalho de pesquisa de 10 anos de duração do método preciso de velocidade radial realizado usando o Espectrógrafo Coude Echelle (CES) instalado no Telescópio Russo-Turco de 1,5 metros (RTT150). Observações de acompanhamento no Observatório Astrofísico de Okayama (OAO) no Japão, e no Observatório de Kreiken da Universidade de Ancara (AUKR) confirmaram a descoberta, que foi divulgada em 6 de agosto de 2017.

## Instrumentos
Existem cinco telescópios instalados no observatório:
- RTT150 — Telescópio russo-turco de 1,5 m (anteriormente AZT-22) (2001)[3][4]
- T100 (ACE RC1.0) — telescópio Ritchey-Chrétien de 1,0 m (2009)[5]
- T60 (OMI RC06) — telescópio Ritchey-Chrétien de 0,6 m (2008)[6]
- YT40 (Meade LX200GPS) — Telescópio Schmidt-Cassegrain de 0,4 m (2006)[7][8]
- ROTSEIIID — Experimento de pesquisa transitória óptica robótica.[9]